# Мартемьяново (Московская область)
Мартемьяново — деревня в городском поселении Апрелевка Наро-Фоминского района Московской области России. Население — 264 жителя на 2010 год (перепись); в деревне числятся множество улиц, переулок, 4 микрорайона. До 2006 года Мартемьяново входило в состав Петровского сельского округа. В деревне действует Троицкая церковь 1792 года постройки
Деревня расположена на правом берегу реки Десна, примерно в 23 км к северо-востоку от Наро-Фоминска и в полукилометре южнее Апрелевки, высота центра деревни над уровнем моря 182 м. Ближайшие населённые пункты — Кромино севернее, на противоположном берегу реки и Хлопово в 0,5 км на запад.

## История
С конца XVII века Мартемьяново вотчина главы Стрелецкого приказа, боярина, князя Б.И. Троекурова и его рода.
Во второй половине XVIII века усадьбой по родству владела графиня А.С. Салтыкова и далее её дочь подполковница М.И. Штюрмер.
В середине XIX века дочь полковника О.В. Штюрмер.
В 1890 году владелец купец С.В. Ганешин.
Сохранились восстанавливаемая Троицкая церковь 1782 года, построенная в стиле классицизма вместо прежней деревянной и остатки парка с прудом.